# Karl-Erik "Örn-Kalle" Johansson
Karl-Erik "Örn-Kalle" Johansson, född 21 februari 1948, död 21 september 2017 i Koppom, var en svensk backhoppare som blev svensk mästare 1971. Han representerade Örnen IF, Charlottenberg.

## Karriär
Karl-Erik Johansson deltog i Tysk-österrikiska backhopparveckan i samtliga säsonger från 1968 till 1971. Hans bästa placering i backhopparveckan kom i säsongen 1969/1970 då han blev nummer 58 sammanlagt. Säsongen 1970/1971 blev han nummer 60 totalt. I en deltävling i backhopparveckan blev han som bäst nummer 31 i Garmisch-Partenkirchen 1 januari 1970
Under VM 1970 i Štrbské Pleso i Vysoké Tatry i Tjeckoslovakien, blev han nummer 5 i normalbacken och nummer 20 i stora backen.
Johansson mottog 1968 NWT:s idrottsstipendium.